# ميخائيل غوتليب
ميخائيل غوتليب (بالإنجليزية: Michael Gottlieb)‏ هو كاتب سيناريو ومخرج أمريكي، ولد في 12 أبريل 1945، وتوفي في 23 مايو 2014 في لا كانيادا فلينتريدج في الولايات المتحدة بسبب حادث مرور.

## وصلات خارجية
- ميخائيل غوتليب على موقع IMDb (الإنجليزية)
- ميخائيل غوتليب على موقع ألو سيني (الفرنسية)
- ميخائيل غوتليب على موقع أول موفي (الإنجليزية)
- ميخائيل غوتليب على موقع قاعدة بيانات الأفلام السويدية (السويدية)
- ميخائيل غوتليب على موقع قاعدة بيانات الفيلم (الإنجليزية)
- ميخائيل غوتليب على موقع كينوبويسك (الروسية)